# Lara Trump
Lara Lea Yunaska, coniugata Trump (Wilmington, 12 ottobre 1982), è una produttrice televisiva statunitense, copresidente del Comitato nazionale repubblicano dal marzo 2024.
È stata anche consulente per la campagna elettorale presidenziale di Donald Trump. È sposata con Eric Trump, figlio di Donald Trump. Lavora come produttrice e presentatrice del webcast settimanale Real News Update. È l'ex produttrice di Inside Edition.

## Biografia
È nata a Wilmington, nella Carolina del Nord, da Robert Luke Yunaska e Linda Ann Sykes. Suo fratello minore si chiama Kyle Robert Yunaska. Lara ha studiato all'Università statale della Carolina del Nord e al French Culinary Institute di New York.

## Carriera
Trump è stata coordinatrice e produttrice di storie per la rivista di notizie televisive Inside Edition dal 2012 al 2016. Il 29 marzo 2021 è entrata a far parte di Fox News come collaboratrice. Nel dicembre 2022, Fox News ha annunciato che, poiché la sua politica è quella di non assumere nessuno che si candidi per una carica o che sia coinvolto con un candidato, si era separata da Lara Trump, il cui suocero, Donald Trump, aveva dichiarato la sua candidatura alla per le elezioni presidenziali del 2024.

### Campagne presidenziali di Donald Trump

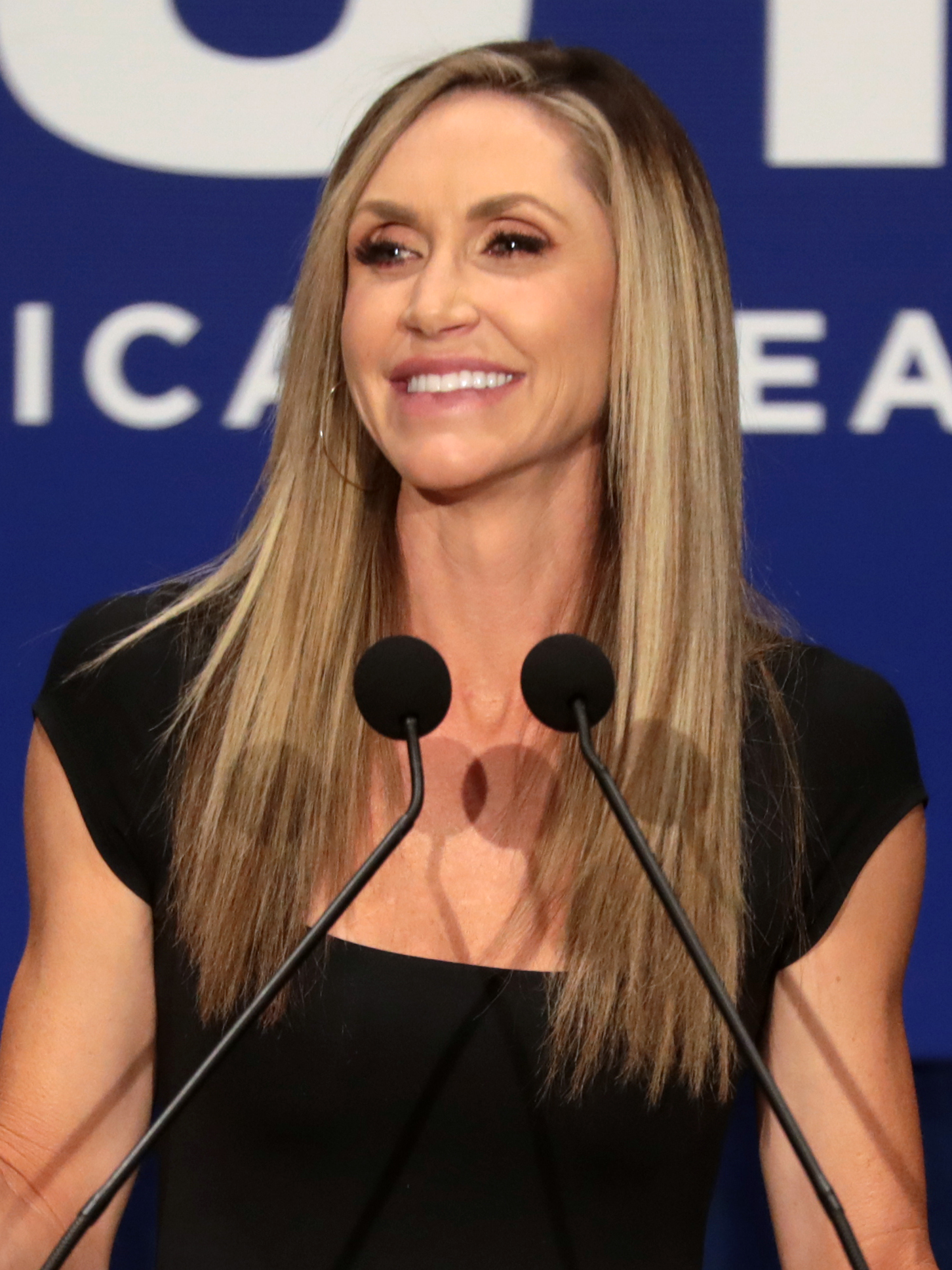
Lara Trump nel 2021

Durante la campagna presidenziale di Donald Trump del 2016, ha guidato il Trump-Pence Women's Empowerment Tour ed è stata il collegamento con la Trump Tower per la società Giles-Parscale di Brad Parscale. Dopo che suo suocero è stato eletto presidente, è diventata una produttrice online per la raccolta fondi per lui.
Nell'aprile 2019, ha descritto la decisione del cancelliere tedesco Angela Merkel di accettare i rifugiati durante la crisi dei migranti europei del 2015 come "la caduta della Germania; è stata una delle cose peggiori che siano mai successe alla Germania".
È stata consulente senior di Parscale per la campagna di rielezione di Trump nel 2020. Per la campagna le sono stati pagati 180.000 dollari all'anno attraverso la società privata di Parscale, Parscale Strategy. Lara Trump ha assunto ampi ruoli di consulenza. Ha anche condotto una campagna con l'attivista di estrema destra e teorica della cospirazione Laura Loomer.
Nel novembre 2022, alla vigilia dell'annuncio di Donald Trump di volersi candidare nel 2024, Lara ha chiesto in un'intervista a Sky News Australia al candidato repubblicano Ron DeSantis, il governatore della Florida considerato tra i favoriti, di aspettare e candidarsi nel 2028.

### Potenziale candidatura per il Senato
Dopo che il suocero di Lara Trump lasciò l'incarico di  presidente nel 2021, si vociferava ampiamente che si sarebbe candidata per il seggio del Senato degli Stati Uniti lasciato vacante dal pensionato Richard Burr. Tuttavia, dopo diversi mesi di speculazioni mediatiche, rifiutò di candidarsi e appoggiò l'eventuale vincitore, il rappresentante degli Stati Uniti Ted Budd.

### Copresidente del Comitato Nazionale Repubblicano
Il 12 febbraio 2024, Lara Trump è stata sostenuta dal suocero per il ruolo di co-presidente del Comitato nazionale repubblicano, insieme al leader del partito della Carolina del Nord Michael Whatley per la presidenza. Nel giro di una settimana, ha dichiarato che se fosse diventata co-presidente «ogni singolo centesimo andrà al lavoro numero uno e unico del RNC, ovvero eleggere Donald J. Trump come presidente degli Stati Uniti e salvare questo paese».
L'8 marzo 2024, Lara Trump è stata eletta co-presidente del RNC con voto unanime. Si è dimessa dall'incarico il 9 dicembre 2024, in mezzo alle speculazioni che sarebbe stata nominata per ricoprire il mandato incompiuto di Marco Rubio al Senato. Nonostante fosse una dei favoriti, Trump ha ritirato il suo nome dalla competizione il 21 dicembre.

### Fox News
Il 5 febbraio 2025, il New York Times ha riferito che Lara inizierà a condurre uno spettacolo del fine settimana, My View with Lara Trump, su Fox News a partire dal 22 febbraio.

## Vita privata

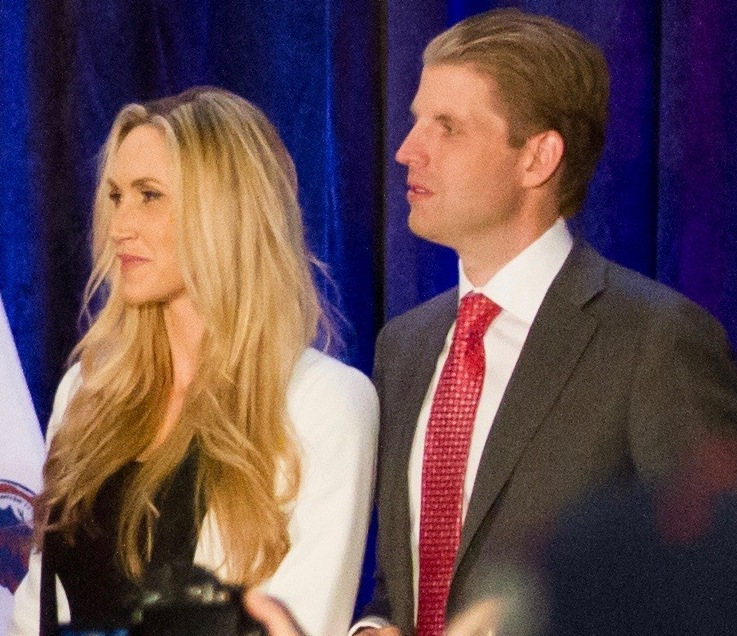
Lara e Eric Trump

Lara ha sposato Eric Trump l'8 novembre 2014, dopo una relazione durata sei anni. Il matrimonio si è svolto nella proprietà Mar-a-Lago di Donald Trump a Palm Beach. Il 12 settembre 2017 è nato il loro primo figlio, Eric. Il 19 agosto 2019 è nata sua figlia Carolina Dorothy Trump. Sostiene i diritti degli animali.